# Döllen (Gumtow)
Döllen ist ein Ortsteil der Gemeinde Gumtow im Landkreis Prignitz in Brandenburg.

## Geografie
Der Ort liegt vier Kilometer westnordwestlich von Gumtow und 24 Kilometer südöstlich der Kreisstadt Perleberg. Nächstgelegene Stadt ist das 15 Kilometer entfernte Kyritz. Die Gemarkung Döllen wird im Norden vom Großen Luch und im Westen von der Karthane begrenzt.
Döllen ist ein typisches Straßendorf. Die Nachbarorte sind Luisenhof im Norden, Friedheim, Dannenwalde und Zarenthin im Nordosten, Heinzhof im Osten, Klein Schönhagen und Spielhagen im Südosten, Schönhagen im Süden, Vehlin und Schrepkow im Südwesten, Kunow im Westen, sowie Beckenthin und Krams im Nordwesten.

## Geschichte
1344 wurde Döllen erstmals erwähnt.
Ab den 1950er Jahren war es Teil des Kreises Kyritz am nordwestlichen Rand des Bezirkes Potsdam. Auch wenn das Ortsschild bis in die 2000er Jahre den Ort zum Kreis Kyritz zählte, wurde Döllen bereits 1993 dem Landkreis Prignitz und dem damaligen Amt Gumtow zugeschlagen.
Zum 30. Juni 2002 schloss sich Döllen mit 15 anderen Gemeinden zur Gemeinde Gumtow zusammen. Damals lebten hier 217 Einwohner.
Der Ort hat 179 Einwohner (Stand: 31. Dezember 2012).

## Kultur und Sehenswürdigkeiten
Der Ortskern ist mittelalterlich und als flächenhaftes Bodendenkmal eingetragen. Die Kirche, ein rechteckiger Feldsteinbau, mit polyponaler Apsis und westlichem Breitturm, steht ebenso wie die vielen Fachwerkbauten mit Tordurchfahrten unter Denkmalschutz.

## Verkehr
Döllen liegt direkt an der Bundesstraße 5, die Polen und Dänemark über Frankfurt (Oder), Berlin, Hamburg und Flensburg verbindet. Trotzdem ist es seit 2016 schwer geworden, Döllen per ÖPNV zu erreichen: Seit der Übernahme durch die Gesellschaft PrignitzBus sind reguläre Verbindungen sehr rar, in der Regel muss ein Rufbus gerufen werden.
Der nächste Bahnhof liegt rund 15 Kilometer entfernt in Glöwen. Hier fährt stündlich der RE2 (Cottbus-Wittenberge(-Wismar)). Ebenfalls in 15 Kilometer Entfernung befindet sich der Bahnhof Kyritz an der Bahnstrecke Neustadt–Meyenburg.